# Berni Collas
Bernard Berni Collas (Weismes, 27 april 1954 - Brussel, 16 september 2010) was een Belgisch politicus van de PFF.

## Levensloop
Berni Collas werd licentiaat tolk aan het IESLC in Brussel en licentiaat in de politieke wetenschappen en internationale betrekkingen en kandidaat in de rechten aan de Vrije Universiteit Brussel. Van 1978 tot 1999 werkte hij als bediende in een financieel instituut. 
Van 1985 tot 1990 was hij voorzitter van de lokale PFF-afdeling in Büllingen, waar hij van 2001 tot aan zijn dood gemeenteraadslid was. Bovendien zetelde hij van 1990 tot aan zijn dood in het Parlement van de Duitstalige Gemeenschap. Ook was hij van 2004 tot in mei 2010 gemeenschapssenator in de Belgische Senaat.
Van 1999 tot 2003 was Collas adviseur van de toenmalige minister van Buitenlandse Zaken Louis Michel en van 2003 tot 2004 van de toenmalige minister van Financiën Didier Reynders.
In 2007 werd hij benoemd tot officier in de Leopoldsorde.
In 2010 overleed Collas onverwacht nadat hij instortte tijdens een jogging.